# 伊奈川愛菓
伊奈川 愛菓（いながわ まなか、1991年3月29日 - ）は、日本将棋連盟所属の女流棋士、医師。女流棋士番号は36（2011年3月31日までの旧番号は旧60）。所司和晴七段門下。千葉県木更津市出身。東京都内の私立大学医学部卒業。

## 棋歴

### 女流プロになるまで
小学4年生のときに学校の先生に教わり将棋を始める。
女流棋士を目指して女流育成会に入会し、2006年度前期に2度目の昇級点を獲得して女流2級への昇級を決めた。

### 女流プロ入り後
2006年10月1日付で女流2級としてプロ入り。
2008年、第35期女流名人位戦の予選を勝ち抜き、B級リーグ入り。規定により、4月1日付で女流1級に昇級した。B級リーグは3勝6敗の成績で陥落となった。
18歳となる2009年4月1日から一身上の都合により休場。当初は2010年3月31日までの予定だったが、2010年8月31日までに延長された。
2010年9月1日より1年5か月間の休場から復帰。医大での勉学を並行しているのもあってか、女流棋戦でなかなか活躍できない状態が続く。2011年9月からも4か月間休場した（2011年9月1日 - 12月31日）。2012年度も6棋戦に出場しながら3勝止まりと振るわなかった。
2013年度に入ると、躍進を果たす。第35期女流王将戦と第3期女流王座戦で立て続けに本戦進出を果たす。女流王座戦は本戦1回戦で敗れたものの、女流王将戦では1回戦で前回挑戦者だった中村真梨花に132手で勝ち、2回戦では高校2年生の中澤沙耶アマ（当時）に勝利して準決勝進出を果たした。また、女流王将戦準決勝進出により、同日（7月12日）付で女流初段に昇段した。準決勝では上田初美に敗れはしたが、次期女流王将戦で本戦シードとなった。そして、第41期女流名人戦で、女流王将戦準決勝で苦杯を喫した上田初美らに予選で勝ち、女流名人リーグ入りを果たした。
2014年度、第41期女流名人リーグで5勝4敗と勝ち越し、リーグ残留を決めた。2015年度、第42期女流名人リーグでは4勝5敗の6位タイとなったが、残留決定戦で室谷由紀に敗れ、リーグ残留はならなかった。

## 棋風
得意戦法は横歩取り。

## 人物
- 趣味はピアノ演奏[3]。
- 2016年4月1日から2年間[13]、医師研修のために休場していたが[1]、2018年度から対局に復帰し[1]、復帰第1戦から4連勝を飾った[1]。当面は特定の医療機関に所属せず、女流棋士として活動しながら、医師としても研鑽を重ねていきたいとのこと[1][14]。

## 昇段履歴
- 2003年10月00日 - 女流育成会入会
- 2006年10月01日 - 女流2級
- 2008年04月01日 - 女流1級（女流名人位戦B級リーグ入り）[15]
- 2013年07月12日 - 女流初段（女流王将戦ベスト4）[16]
- 2021年04月06日 - 女流二段（勝数規定／女流初段昇段後60勝）[17]

## 主な成績

### 年度別成績
女流公式棋戦
- 2024年度
  - 年度成績 23局 12勝11敗（勝率0.5217）[18]
  - 通算成績 247局 121勝126敗（勝率0.4898）〈2025年3月31日対局分まで〉[19]

公式棋戦（「男性棋戦」）
- 2024年度
  - 年度成績 0局 -勝-敗（勝率 -.----）[20]
  - 通算成績 1局 0勝1敗（勝率0.0000）〈2025年3月31日対局分まで〉[19]